# محو الأمية في الهند

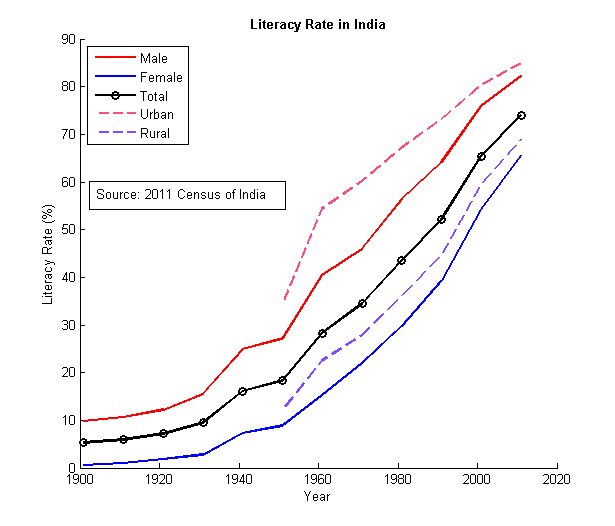
الخط الاحمر يمثل الرجال الخط الازرق يمثل النساء

يُعد محو الأمية مفتاح التقدم الاجتماعي والاقتصادي في الهند. كان ارتفاع معدل معرفة القراءة والكتابة في الهند «بطيئًا» على الرغم من البرامج الحكومية التي هدفت لتعزيز محو الأمية. وأشار تعداد عام 2011 إلى ازدياد نسبة محو الأمية على أساس عَقدي بين 2001 و2011 بنسبة 9.2%، أي بمعدل أبطأ من النمو الذي شوهد خلال العقد الماضي. وقدرت دراسة تحليلية قديمة لعام 1990 احتمال عدم تحقيق الهند لمعدل معرفة القراءة والكتابة العالمي حتى عام 2060، في حال استمرار نمو مستويات محو الأمية بنفس معدلاتها في ذلك العام.
بين التعداد السكاني في الهند بلوغ متوسط معدل الإلمام بالقراءة والكتابة 73% في عام 2011، بينما بلغت النسبة 77.7% بين عامي 2017 و2018 بحسب المسح الذي أجرته اللجنة الإحصائية الوطنية. وكان معدل معرفة القراءة والكتابة في المناطق الحضرية 87.7 % متفوقًا على نظيره في المناطق الريفية الذي لم يتجاوز 73.5 %. ويوجد تفاوت كبير بين الجنسين في معدل معرفة القراءة والكتابة في الهند ومعدلات معرفة القراءة والكتابة الفعالة (7 سنوات وما فوق) إذ بلغت 84.7% للرجال و70.3% للنساء. يملك معدل محو الأمية المنخفض للإناث تأثيرًا سلبيًا كبيرًا على تنظيم الأسرة واستقرار السكان في الهند. وأشارت الدراسات إلى أن معرفة القراءة والكتابة بين الإناث هو مؤشر قوي على استخدام وسائل منع الحمل بين الأزواج الهنود المتزوجين، حتى عندما لا تتمتع المرأة بالاستقلال الاقتصادي. قدم التعداد مؤشرًا إيجابيًا على أن النمو في معدلات معرفة القراءة والكتابة بين الإناث (11.8%) كان أسرع بكثير من معدلات الإلمام بالقراءة والكتابة للذكور (6.9%) في الفترة العقدية بين 2001 و2011، ما يعني أن الفجوة بين الجنسين بدأت بالتضيق.

## جهود محو الأمية
يُعد الحق في التعليم حقًا عالميًا أساسيًا، وكان الهدف الرئيسي من اليونسكو هو توفير التعليم للجميع بحلول عام 2015. لا يتجاوز معدل الإلمام بالقراءة والكتابة في الهند، إلى جانب الدول العربية وأفريقيا جنوب الصحراء، 75 %، لكن ما تزال جهود محو الأمية مستمرةً لتعزيز هذا المستوى. وتسعى الدولة إلى تحقيق مستوى محو الأمية بالحد الأدنى بين الأفراد المدنيين والعسكريين. ويتم الاحتفال باليوم الدولي لمحو الأمية في 8 سبتمبر من كل عام بهدف تسليط الضوء على أهمية محو الأمية للأفراد والمجتمعات.

### الجهود الحكومية
أنشأت الهيئات المالية الرئيسية في الهند مثل بنك الاحتياطي الهندي ومجلس الأوراق المالية والبورصة في الهند وهيئة تنظيم وتطوير التأمين وهيئة تنظيم وتنمية صندوق التقاعد وغيرها، ميثاقًا مشتركًا يسمى الاستراتيجية الوطنية للتعليم المالي، يوضح بالتفصيل المبادرات المالية التي اتخذوها لمحو الأمية في الهند. ويمتلك المشاركون الآخرون في السوق، مثل البنوك وبورصات الأوراق المالية ودور السمسرة وصناديق الاستثمار المشترك وشركات التأمين، دورًا رئيسيًا في ذلك أيضًا. أعد المركز الوطني للتعليم المالي، بالتشاور مع منظمي القطاع المالي وأصحاب المصلحة المعنيين، النسخة المطورة من الاستراتيجية الوطنية للتعليم المالي بين و2020 و2025.

#### المهمة الوطنية لمحو الأمية
هدفت المهمة الوطنية لمحو الأمية، والتي انطلقت في عام 1988، إلى تحقيق معدل معرفة القراءة والكتابة بنسبة 75% بحلول عام 2007. وتمثل ميثاقها في محو الأمية الوظيفية بين الأميين من الفئة العمرية 35 إلى 75 سنة. في حين كانت حملة محو الأمية الشاملة الاستراتيجية الأساسية لمحو الأمية. ويوفر مخطط التعليم المتواصل استمرارية التعلم والاستفادة من جهود برامج محو الأمية الشاملة وما بعد محو الأمية.
سارفا شيكشا أبهيان (الحملة الشاملة لمحو الأمية)
تم إطلاق الحملة الشاملة لمحو الأمية في عام 2001 لضمان وصول جميع الأطفال في الفئة العمرية من 6 إلى 14 عامًا إلى المدرسة، وإكمال ثماني سنوات من التعليم بحلول عام 2010. كان مخطط ضمان التعليم والتعليم البديل والمبتكر من العناصر المهمة في الخطة، إذ كانا مخصصين في المقام الأول للأطفال في المناطق التي لا توجد بها مدارس رسمية داخل دائرة نصف قطرها كيلومتر واحد. افتتح برنامج المقاطعة للتعليم الابتدائي، الذي بدأ في عام 1994 تحت رعاية الحملة مركزيًاـ، أكثر من 160 ألف مدرسة جديدة بحلول عام 2005، بما في ذلك نحو 84 ألف مدرسة بديلة.

### الجهود غير الحكومية
يعيش الجزء الأكبر من الأميين الهنود في المناطق الريفية بالبلاد، إذ تلعب الحواجز الاجتماعية والاقتصادية دورًا مهمًا في إبقاء الطبقات الدنيا من المجتمع أميةً؛ ومن الممكن ألا تتمكن البرامج الحكومية وحدها، مهما كانت نواياها حسنة، من تفكيك الحواجز التي أُنشئت على مدى قرون من الزمن. يلزم أحيانًا بذل جهود إصلاح اجتماعي كبيرة لإحداث تغيير في السيناريو الريفي. وتجدر الإشارة بشكل خاص إلى دور حركات العلوم الشعبية في مهمة محو الأمية في الهند خلال أوائل التسعينيات. عملت العديد من المنظمات غير الحكومية مثل باراثام وآي تي سي والروتاري الدولي ونوادي ليونز الدولية على تحسين معدل معرفة القراءة والكتابة في الهند.